# ابسویند
ابسویند (به آلمانی: Abtswind) یک شهر بازاری در آلمان است که در بایرن واقع شده‌است.